# 태녕 (후조)
태녕(太寧)은 중국 후조(後趙) 무제(武帝)의 두 번째 연호이다. 349년 한 해 동안 사용하였다. 349년 4월에 무제의 뒤를 이어 즉위한 폐제(廢帝) 제공(齊公) 석세(石世)가 1개월 동안 이어서 사용하였으며, 5월에 석세의 뒤를 이어 즉위한 폐제(廢帝) 팽성왕(彭城王) 석준(石遵)이 7개월 동안 이어서 사용하였다. 11월에 석준의 뒤를 이어 즉위한 폐제(廢帝) 의양왕(義陽王) 석감(石鑒)이 2개월 동안 이어서 사용하였으며 350년에 개원하였다.
같은 시기에 사용된 다른 연호로는 동진(東晉)에서 사용한 영화(永和 : 345년 ~ 356년), 전량(前凉)에서 사용한 건흥(建興 : 314년 ~ 361년), 대(代)에서 사용한 건국(建國 : 338년 ~ 376년)이 있다.

## 연대대조표
| 태녕                | 원년            |
| 서력                | 349년           |
| 육십간지 (六十干支) | 기유(己酉)      |
| 동진 (東晉)         | 영화(永和) 5년  |
| 전량 (前凉)         | 건흥(建興) 37년 |
| 대 (代)             | 건국(建國) 12년 |

## 같이 보기
- 다른 왕조의 같은 연호
  - 동진(東晉) 태녕(323년 ~ 326년)
  - 북제(北齊) 태녕(561년 ~ 562년)

- 중국의 연호

| 이전 연호 건무(建武) | 중국의 연호 후조(後趙) | 다음 연호 청룡(靑龍) |